# Courboin
Courboin é uma comuna francesa na região administrativa de Altos da França, no departamento de Aisne. Estende-se por uma área de 14,07 km². Em 2010 a comuna tinha 312 habitantes (densidade: 22,2 hab./km²).